# 乌斯特河畔圣樊尚
烏斯特河畔圣樊尚（法語：Saint-Vincent-sur-Oust，法語發音：[sɛ̃ vɛ̃sɑ̃ syʁ ust]）是法国莫尔比昂省的一个市镇，位于该省东部，属于瓦讷区。

## 地理
乌斯特河畔圣樊尚（47°41'59"N, 2°8'47"W）面积15.66 平方千米，位于法国布列塔尼大區莫尔比昂省，该省份为法国西北部沿海省份，位于布列塔尼半岛南部，北起阿摩尔滨海省、西接菲尼斯泰尔省，南濒大西洋，东南接大西洋卢瓦尔省，东临伊勒-维莱讷省。
与乌斯特河畔圣樊尚接壤的市镇（或旧市镇、城区）包括：乌斯特河畔班、圣佩勒、圣雅屈莱潘、佩亚克、拉加西伊。

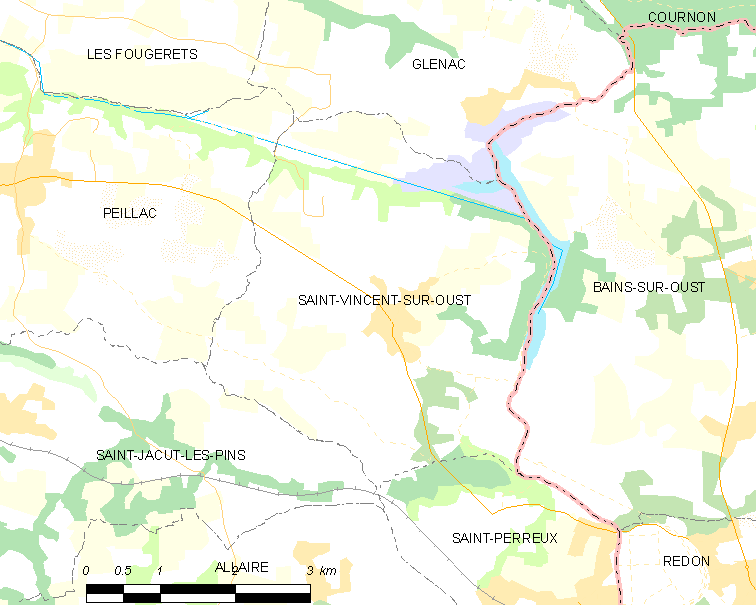
乌斯特河畔圣樊尚的OSM定位图

乌斯特河畔圣樊尚的时区为UTC+01:00、UTC+02:00（夏令时）。

## 行政
乌斯特河畔圣樊尚的邮政编码为56350，INSEE市镇编码为56239。

## 政治
乌斯特河畔圣樊尚所属的省级选区为盖尔县。

## 人口

1962-2008年间乌斯特河畔圣樊尚人口变化图示

乌斯特河畔圣樊尚于2022年1月1日时的人口数量为1647人。